# جوليان لوبيز دي ليرما
جوليان لوبيز دي ليرما (بالإسبانية: Julián López de Lerma Barahona)‏ (مواليد 26 فبراير 1987 في بطليوس - إسبانيا) لاعب كرة قدم إسباني يلعب حاليا لصالح نادي الدرجة الأولى إسبانيول الإسباني منذ 2006 في مركز الوسط المحوري .

## روابط خارجية
- جوليان لوبيز دي ليرما على موقع Soccerway.com (الإنجليزية)